# L'arbre dels esclops
L'arbre dels esclops  (títol original en italià:L'albero degli zoccoli) és una pel·lícula italiana d'Ermanno Olmi estrenada el 1978. Ha estat doblada al català.

## Argument
La història de quatre famílies de pagesos pobres en una gran granja com a masovers, al costat de Bèrgam, a finals del segle xix. El treball comunitari, al fil de les estacions, els esdeveniments, festes, matrimonis, naixements, vigilats. La història se centra sobre la família Batisti, el seu fill de 7 anys, Ninec, la intel·ligència del qual és descoberta pel capellà, que voldria fer-li continuar els estudis al poble veí. Per tallar-li uns esclops nous, el seu pare abat un arbre del propietari, aquest se n'adona i fa fora la família de la granja.
El naturalisme sensible, però sense concessions, en fa una obra mestra.

## Premis
- Festival de Canes 1978: Palma d'Or i premi del jurat del públic.
- David di Donatello 1979: Millor pel·lícula (ex aequo amb Cristo si è fermato a Eboli de Francesco Rosi i Dimenticare Venezia de Franco Brusati)
- César a la millor pel·lícula estrangera 1979

## Repartiment
Tots els actors són pagesos de Bèrgam. Parlen el seu dialecte. La pel·lícula va ser subtitulada en italià pels cinèfils italians.
- Luigi Ornaghi: Batistì
- Francesca Moriggi: Batistina
- Omar Brignoli: Menek
- Antonio Ferrari: Tunì
- Teresa Brescianini: vídua Runk
- Giuseppe Brignoli: avi Anselmo
- Lorenzo Pedroni: avi Finard
- Giuseppina Langalelli: La dona de Finard
- Battista Trevaini: Finard
- Maria Grazia Caroli: Bettina
- Pasqualina Brolis: Teresina
- Massimo Fratus: Pierino
- Carlo Rota: Peppino
- Francesca Villa: Annetta
- Felice Cessi: Ustì
- Pietrangelo Bertoli: Secondo
- Brunella Migliaccio: Olga
- Giacomo Cavalleri: Brena
- Lorenza Frigeni: la dona de Brena
- Lucia Pezzoli: Maddalena
- Franco Pilenga: Stefano
- Carmelo Silva: Don Carlo
- Mario Brignoli: el Padrí
- Emilio Pedroni: el granger
- Vittorio Capelli: Frikì
- Francesca Bassurini: Sor Maria
- Lina Ricci: la dona del senyal
- Guglielmo Badoni: el pare del marit
- Laura Locatelli: la mare del marit